# Megachile pluto
Megachile pluto je druh včely žijící na souostroví Moluky. Objevil ho roku 1859 při své cestě po Indonésii Alfred Russel Wallace, proto bývá v angličtině nazýván také Wallace's giant bee (Wallaceova obří včela). Pak včela nebyla dlouho pozorována a soudilo se, že vyhynula, až roku 1981 podal americký entomolog Adam Messer zprávu o setkání s tímto druhem. Mezinárodní svaz ochrany přírody ji hodnotí jako zranitelný druh.

## Jméno
Včela se vědecky jmenuje Megachile pluto a české jméno dosud nemá, nicméně rod Megachile patří mezi tzv. včely čalounice. Místní domorodci včelu nazývají „raja ofu“ neboli „král včel“.

## Pozorování v přírodě
Včelu Megachile pluto objevil Brit Alfred Russel Wallace roku 1858 na indonéském ostrově Bacan. Poté ji spatřila až britská vědecká expedice v roce 1981. Na třech indonéských ostrovech ji tehdy studoval Američan Adam Messer. Následně se ji pokusilo najít několik dalších vědeckých expedic, ale kvůli jejímu skrytému způsobu života se jim to nepodařilo a tak už se vědci začali domnívat, že definitivně vyhynula. Nicméně v únoru roku 2019 se podařilo najít mezinárodnímu týmu samici na indonéských Severních Molukách.

## Popis
Megachile pluto je největším známým druhem včely. Samice dosahují délky těla 38 až 39 milimetrů a rozpětí křídel 63 milimetrů. Samci jsou menší, bývají dlouzí okolo 23 milimetrů. Na hlavě má včela výrazně prodloužená kusadla. Je porostlá lesklým hnědým až černým chmýřím, na zadečku má příčný bílý pruh.

## Způsob života
Vzhledem k nepočetné populaci a skrytému způsobu životu je život tohoto druhu málo zmapován. Včela je endemitem, obývajícím nížinné lesy ostrovů Bacan, Halmahera a Tidore. Živí se pylem. Velké čelisti jí slouží ke sběru pryskyřice dvojkřídláčovitých stromů. Pryskyřici mísí s dřevěnými vlákny a vytváří směs, z níž si staví hnízda (buňky a tunely). Do hnízda naklade vajíčko a k němu umístí kuličku tvořenou směsí pylu a nektaru. Hnízda mohou obsahovat několik až mnoho desítek komůrek. Úroveň sociálního chování včel není známa. Obvykle jich žije několik pospolu, ale navzájem si nevypomáhají. Včely obývají vnitřek termitišť stromového druhu Microcerotermes amboinensis, nicméně jejich komůrky se s tunely termitů neprotínají. Důvod, proč včely žijí v termitištích, není znám. Zřejmě se v nich může nacházet vhodné mikroklima, vyloučit se rovněž nedá ochrana před predátory a parazity. 